# York River (Virginie)
Pour les articles homonymes, voir York River.
La York River est un estuaire d'approximativement 55 kilomètres de long, situé dans l'est de la Virginie, aux États-Unis. Sa largeur varie de 1,6 km à sa tête à 4 km près de son embouchure, située sur la partie ouest de la baie de Chesapeake. Son bassin hydrographique draine un large domaine étendu sur 17 comtés.

## Histoire
Élément important de l'histoire des États-Unis, elle est le lieu d'accueil des premiers colons de Virginie et a joué un rôle important dans la révolution américaine et la guerre de Sécession.

## Description
La York River se forme à West Point (Virginie), à 64 km à l'est de Richmond, par le confluent de la rivière Mattaponi (en) et de la Pamunkey. Elle s'écoule dans la baie de Chesapeake où un pont routier (en) deux fois deux voies relie Yorktown (Virginie) (comté de York) à Gloucester Point (Comté de Gloucerter).

## Source
- (en) Cet article est partiellement ou en totalité issu de l’article de Wikipédia en anglais intitulé « York River (Virginia) » (voir la liste des auteurs).